# فرودگاه ولش‌پول
فرودگاه ولش‌پول (به انگلیسی: Welshpool Airport) (به زبان بومی: Mid Wales Airport) یک فرودگاه خصوصی است که یک باند فرود آسفالت دارد و طول باند آن ۱۰۲۰ متر است. این فرودگاه در کشور ولز قرار دارد و در ارتفاع ۷۱ متری از سطح دریا واقع شده است.